# Средневековый Лондон
Статья рассматривает историю Лондона от нормандского завоевания Англии в 1066 году до середины XVI века.

## Источники

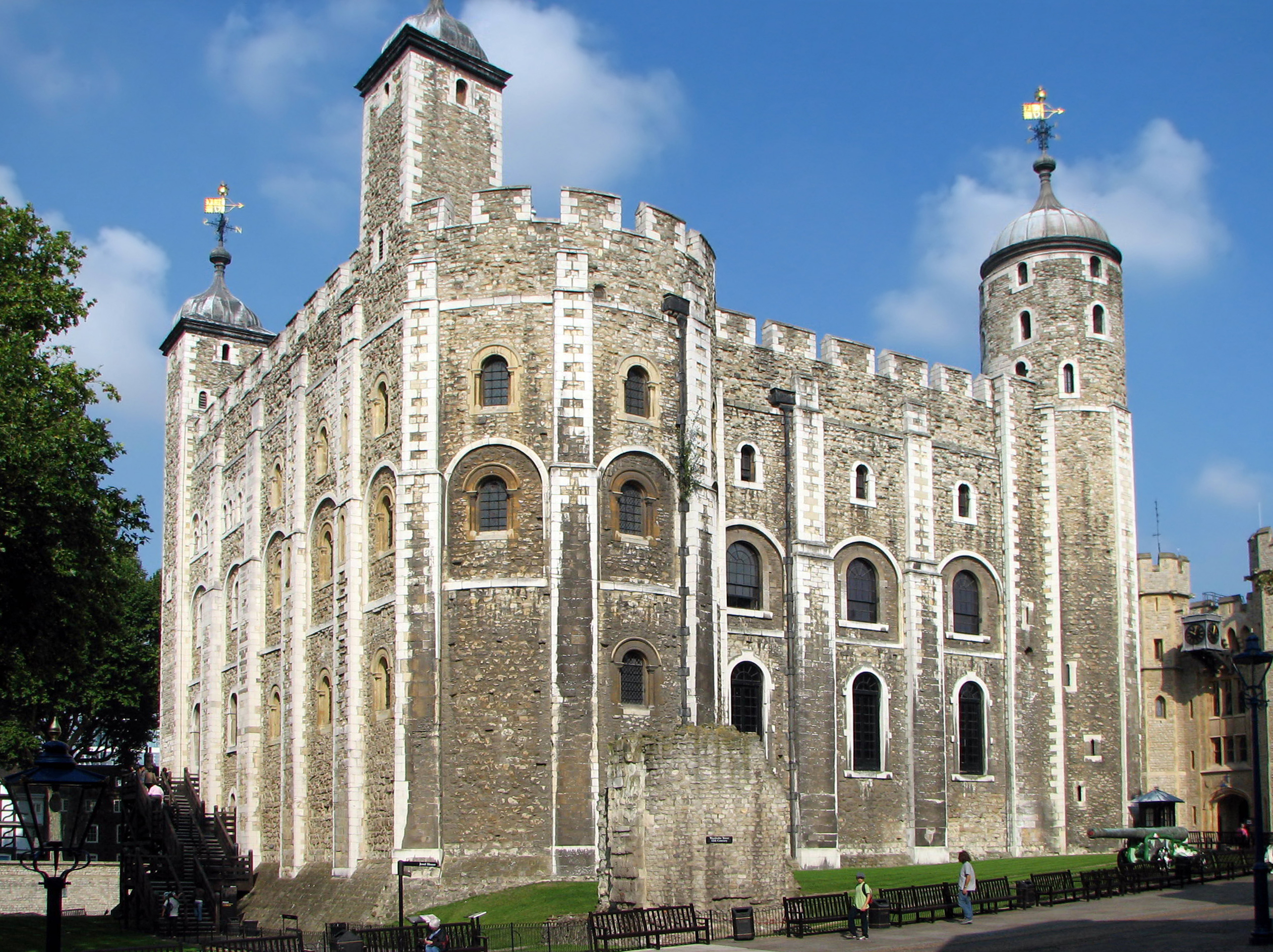
Лондонский Тауэр. Белая башня построена в XI веке

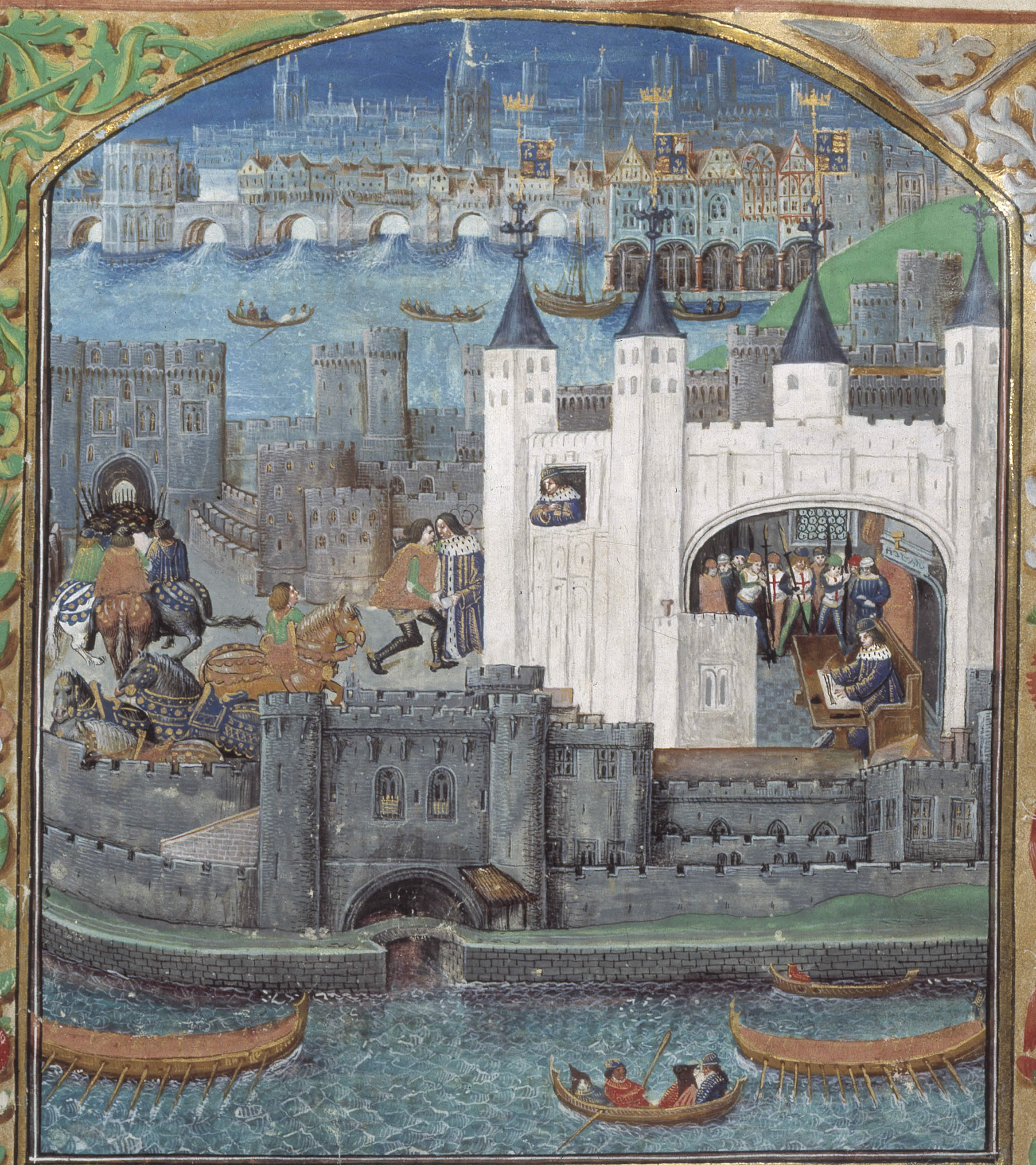
Вид на Тауэр, Темзу и Лондонский мост. Миниатюра рукописи анонимной поэмы о Карле Орлеанском, конец XV века

## Нормандское вторжение

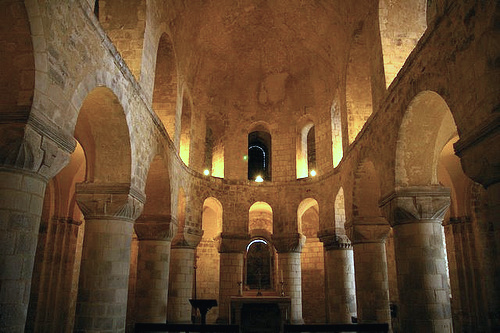
Часовня Св. Иоанна, находится внутри Белой башни. Одна из двух сохранившихся до наших дней норманнских церквей в Лондоне

Нормандское завоевание Британии в 1066 году, как правило, рассматривается как начало новой эпохи в её истории. Вильгельм, герцог Нормандии, убил английского короля Гарольда Годвинсона в битве при Гастингсе. Покорив Хэмпшир и Кент, Вильгельм и его армия оказались в Лондоне. Потерпев неудачу при попытке преодолеть Лондонский мост в Саутуарке, армия Вильгельма двинулась вокруг Лондона по часовой стрелке и дошла до Берхамстеда. Тогда, поняв, что сопротивление бессмысленно, лондонцы прислали делегацию, согласившуюся признать Вильгельма королём Англии. Вильгельм вскоре издал хартию, оставлявший за сакскими гражданами Лондона их права, привилегии и законы.
Во время правления Вильгельма (сейчас известного под именем Вильгельм Завоеватель), вдоль набережной Темзы было построено несколько королевских крепостей (Тауэр, замок Байнардс и замок Монтфичест) для защиты от морских атак викингов и предотвращения восстаний.
Воспользовавшись тем, что в отсутствие отправившегося в крестовый поход короля Ричарда Львиное Сердце правителем королевства назначен был лорд-канцлер Уильям де Лоншан, вступивший в конфликт с принцем Джоном, торгово-ремесленные круги Лондона вступили в сговор с последним, и 8 октября 1191 года городская коммуна получила т. н. «административную хартию», торжественно зачитанную в соборе Св. Павла. Растущая самостоятельность Лондона позволила ему получить права самоуправления во время правления короля Иоанна в 1199 и 1215 годах.

## Строительство

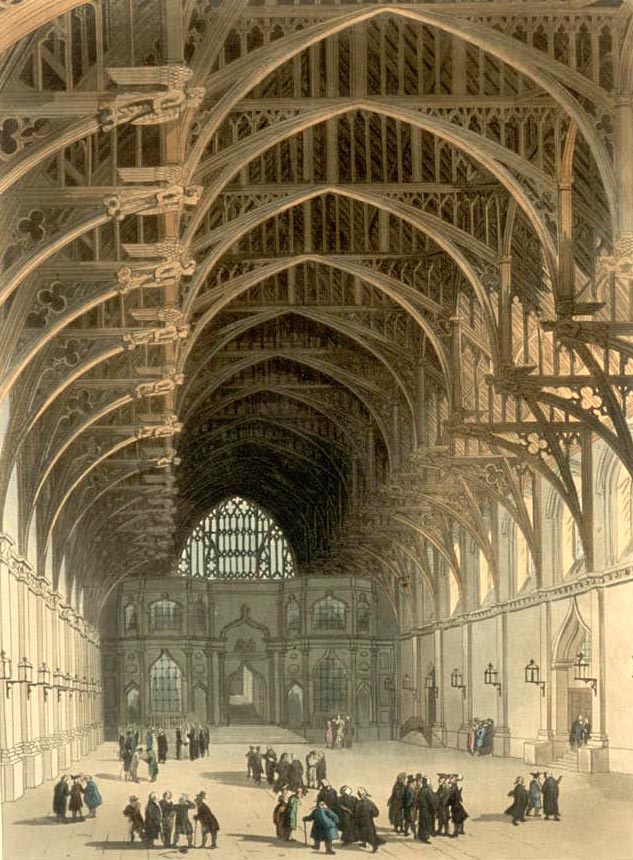
Лучевой свод Вестминстер-Холла, построенного в 1393 году. Окна и внутренняя отделка соответствуют более позднему готическому оформлению. Рисунок XIX века

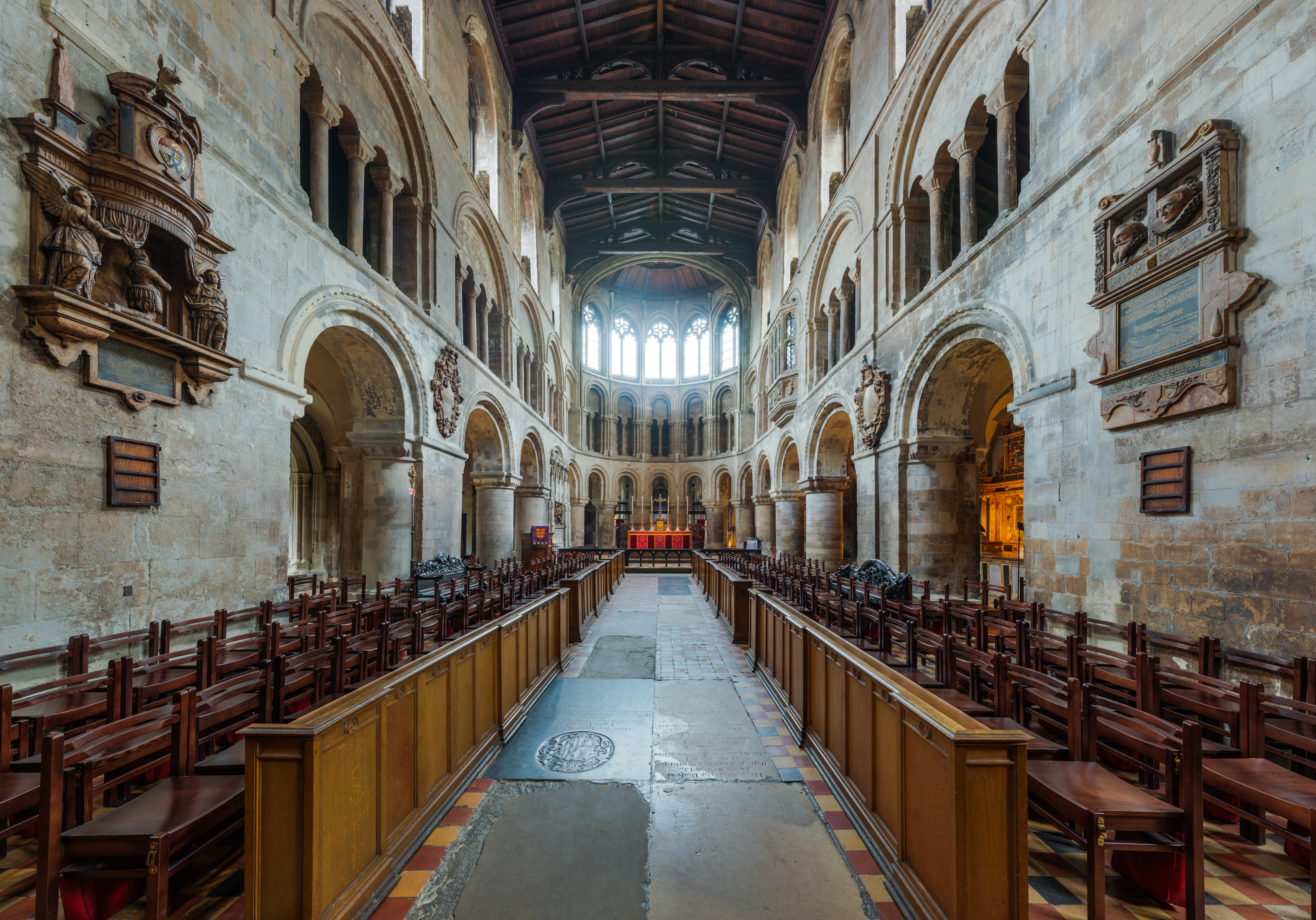
Церковь Св. Варфоломея, сохранившийся норманнский алтарь 1123 года

В 1097 году Вильгельм Рыжий, сын Вильгельма Завоевателя, начал строительство Вестминстер-Холла. Зал стал центром Вестминстерского дворца, который был средневековой королевской резиденцией. В 1089/90 годах Вильгельм передал королевское имение Бермондсей Бермондсейскому аббатству, основанному в 1082 году лондонским гражданином Альвинусом Чилдом. Таким образом новое аббатство лежало напротив Тауэрской башни через реку Темзу. В 1123 году церковный орден августинцев основал церковь святого Варфоломея на западе Смитфилда в Сити. Весь неф приходской церкви был снесён, и сохранился лишь алтарь, который является одним из самых важных свидетельств норманнской архитектуры в Лондоне.
В 1176 году на месте более ранних деревянных мостов началось строительство одного из самых известных воплощений Лондонского моста (завершено в 1209 году). Этот мост просуществовал 600 лет и оставался единственным мостом через Темзу до 1739 года.

## Войны и восстания
В последний раз Лондон был оккупирован континентальной армией в мае 1216 года во время Первой баронской войны. Тогда молодой французский король Людовик VIII прошёл по улицам города к собору Святого Павла и по всему городу был объявлен новым правителем.
Ожидалось, что это освободит Англию от тирании Иоанна Безземельного. Отчасти это оказалось правдой: бароны поддерживали 29-летнего французского принца, однако после смерти Иоанна перешли на сторону его сына. Так кончились претензии французов на английский престол, хотя со времён завоевания норманнами Англия находилась под сильным культурным воздействием Франции, и избавилась от него лишь через несколько сотен лет.
Во время крестьянского восстания 1381 года Лондон захвачен был войском Уота Тайлера. Группа крестьян-повстанцев штурмовала Тауэр и казнила лорда-канцлера, архиепископа Саймона Садбери и лорда-казначея. Крестьяне разграбили город и подожгли множество зданий. Восстание закончилось после того, как Тайлер был предательски убит мэром Лондона Вильямом Валвортом на переговорах в Смитфилде.
В начале июля 1450 года, во время народного восстания под предводительством Джека Кэда (1450—1451), разгромившим королевские войска вооружённым повстанцам удалось захватить Лондон, но спустя несколько дней они были выбиты из него городским ополчением, поддержанным гарнизоном Тауэра.
Во время войны Алой и Белой розы в Лондоне оказывали большую поддержку йоркистам. В 1456 году из-за враждебного отношения в столице к Ланкастерам безвольному королю Генриху VI пришлось покинуть Лондон. Позднее он был взят в плен и 5 лет провёл в заточении в Тауэре. После победы Йорков в битве при Тьюксбери и захвата Лондона Эдуардом IV Йоркским в 1471 году Генрих был убит, и на этом закончился первый этап Войны роз.

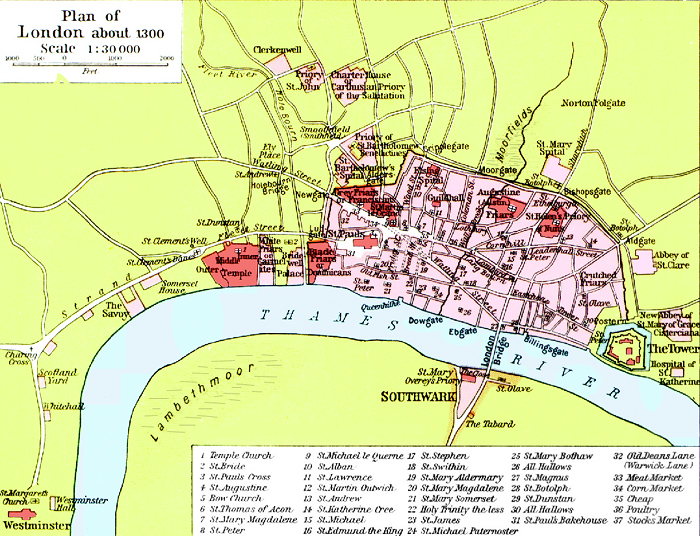
Лондон в 1300 году

## Столица Англии
В начале средневековья Англия не имела столицы как таковой; короли переезжали с места на место, а за ними и весь остальной двор. Больше всего статусу столицы соответствовал Уинчестер, где хранилась королевская казна и финансовые отчёты. Эта ситуация изменилась в 1200 году, когда они были перемещены в Вестминстер. После этого королевское правительство сосредоточилось в Вестминстере, так что он де-факто стал столицей.
В средние века Вестминстер был маленьким городком вверх по реке от Лондонского Сити. С XIII века Лондон рос в двух разных частях. Вестминстер был королевской резиденцией и центром управления, тогда как Сити стал центром коммерции и торговли, и эта разница между ними заметна и по сей день. К 1600 году площадь между ними была полностью урбанизирована.

## Торговля и население

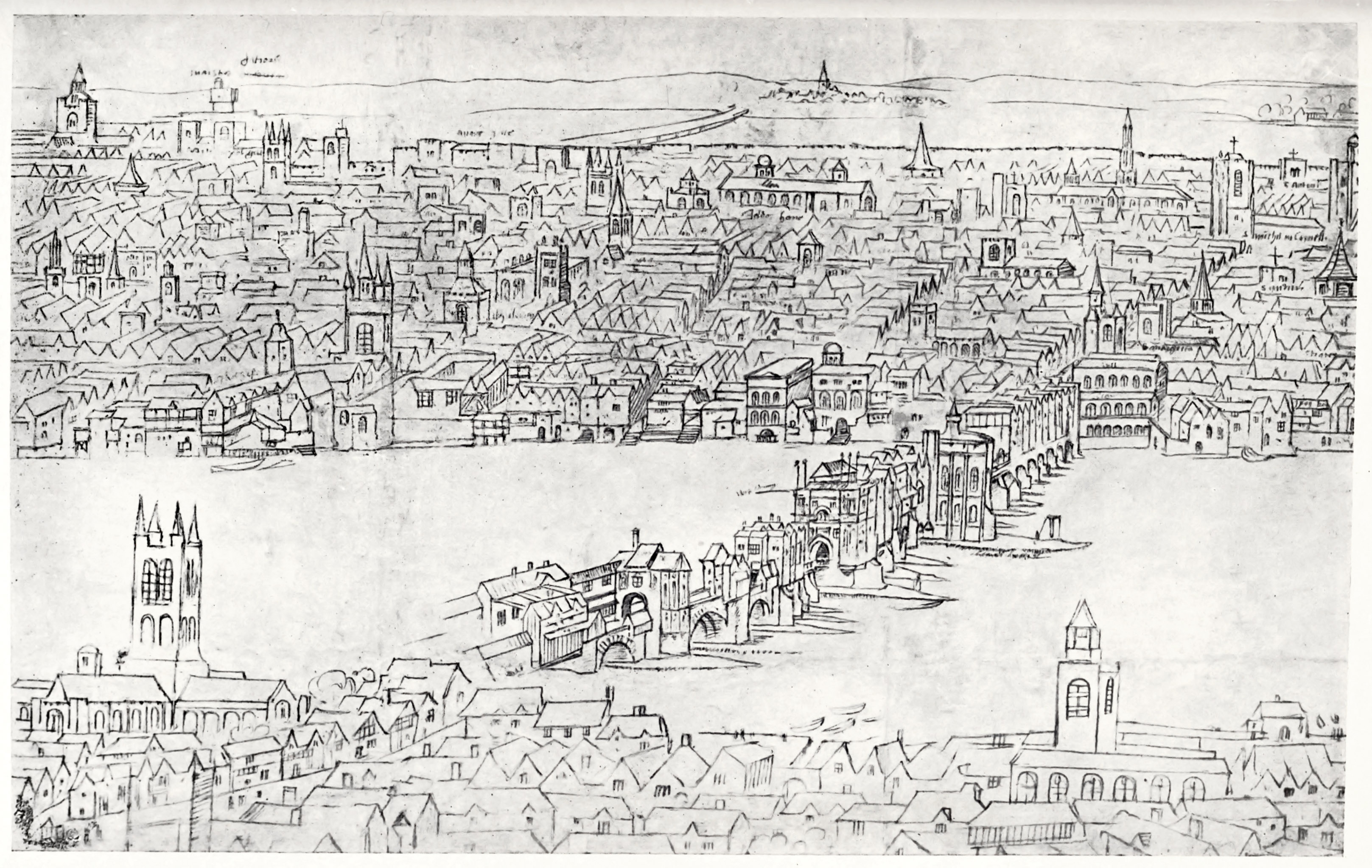
Вид на город Лондон и Лондонский мост. Рисунок Антона ван ден Вингаерде, 1554 год

Лондонские торговля и коммерция развивались во время Средневековья, и, как результат, рос сам Лондон. В 1100 году население Лондона составляло чуть меньше 15 000 человек. К 1300 году оно выросло до 80 000, но значительно уменьшилось после опустошительной эпидемии «чёрной смерти» (1348—1349). В 1377 году население английской столицы составляло примерно 35 000 чел. Торговля в Лондоне организовывалась при помощи цехов, которые эффективно управляли городом, и управлялась лордом-мэром Лондона.

## Санитария, пожары и чума
В средневековом Лондоне было много узких и извилистых улочек, и большинство зданий было построено из горючих материалов, таких как дерево или солома, что делало возникновение пожара постоянной угрозой. По сути, подобная ситуация существовала в британской столице до самого Великого пожара 1666 года.
Традиционно в Лондоне было плохо с санитарией, личной гигиеной и существовали проблемы с доступом к чистой питьевой воде. Несмотря на то, что с 1236 года началось сооружение водопровода, сначала из Тайберна в Чипсайд, затем и в другие районы, а в 1347 году королевским указом запрещено было сбрасывать в Темзу отходы, мусор и навоз, ситуация не улучшалась, так как развитие столичной торговли, производства и неуклонный рост населения сводили все эти мероприятия на нет.
По меньшей мере половина лондонского населения погибла во время Чёрной смерти в середине XIV века. Между 1348 годом и Великой эпидемией чумы 1666 года в городе произошло 16 вспышек чумы.